# Бентли, Даг
Дуглас Вагнер Бентли (англ. Douglas Wagner Bentley, 3 сентября 1916, Делиль, Саскачеван, Канада – 24 ноября 1972, Саскатун, Саскачеван, Канада) – канадский хоккеист, левый крайний нападающий. Провёл 13 сезонов в Национальной хоккейной лиге, выступал за команды «Чикаго Блэк Хокс» и «Нью-Йорк Рейнджерс».

## Игровая карьера
Даг Бентли родился 3 сентября 1916 года в Делиле (Саскачеван), в многодетной семье. Его отец Билл уроженец Йоркшира (Англия), эмигрировавший в США ещё ребенком, был чемпионом Северной Дакоты в беге на коньках и сам учил своих сыновей играть в хоккей на их семейной ферме.
Свою карьеру Бентли начинал в хоккейной лиге Саскачевана. В сезоне 1938/39, выступая за команду хоккейной лиги Альберты «Драмеллер Майнерс», он попадает в поле зрения хозяев «Чикаго Блэк Хокс». Следующий сезон он проводит уже в качестве игрока основного состава «Чикаго».
В 1940 году «Блэк Хокс» подписали брата Дага Макса, с которым они проведут в одной тройке 5 сезонов. Третьим в их звено поставили Билла Мосиенко. Макс Бентли, со своими 175-ю сантиметрами, оказался самым высоким из этого трио форвардов ударного звена «Чикаго», получившего название «Пони лайн».
Во время Второй мировой войны многие команды стали испытывать кадровые проблемы и «Чикаго» не стал исключением. В сезоне 1942/43 Даг и Макс убедили руководство «Блэк Хокс» подписать их брата Рега. 1 января 1943 года тройка братьев Бентли впервые вышла на прощадку НХЛ, а по итогам сезона Даг стал лучшим бомбардиром регулярного чемпионата.
В 1947 году Макс Бентли в результате обмена оказался в «Торонто Мэйпл Лифс». Даг, потрясённый обменом брата, задумался о завершении карьеры, но подумал, что сможет отыграть ещё один хороший сезон. Даг провёл ещё 4 полноценных сезона и только травмы вынудили его в сезоне 1951/52 оставить НХЛ и отправиться в команду хоккейной лиги Тихоокеанского побережья «Саскатун Квакерс», где он взял на себя роль играющего тренера.
В 1953 году Даг Бентли, ради возможности поиграть с братом Максом, согласился на предложение «Нью-Йорк Рейнджерс» и подписал годичный контракт, но сыграл лишь 20 матчей и возвратился в «Саскатун Квакерс».
В 1964 году Даг Бентли введён в Зал хоккейной славы в Торонто.

## Награды и достижения
- Лучший бомбардир НХЛ: 1943
- Участник матчей всех звёзд НХЛ (5): 1947, 1948, 1949, 1950, 1951
- Член Зала хоккейной славы в Торонто: 1964
- Включён под номером 73 в список 100 лучших игроков Национальной хоккейной лиги всех времён по версии журнала The Hockey News (1998).

## Клубная карьера
| 1938/39     | Драмеллер Майнерс  | АВХЛ        | 32  | 24  | 29  | 53  | 31  | —  | — | — | —  | —  |
| 1939/40     | Чикаго Блэк Хокс   | НХЛ         | 39  | 12  | 7   | 19  | 12  | 2  | 0 | 0 | 0  | 0  |
| 1940/41     | Чикаго Блэк Хокс   | НХЛ         | 46  | 8   | 20  | 28  | 12  | 5  | 1 | 1 | 2  | 4  |
| 1941/42     | Чикаго Блэк Хокс   | НХЛ         | 38  | 12  | 14  | 26  | 11  | 3  | 0 | 1 | 1  | 4  |
| 1942/43     | Чикаго Блэк Хокс   | НХЛ         | 50  | 33  | 40  | 73  | 18  | —  | — | — | —  | —  |
| 1943/44     | Чикаго Блэк Хокс   | НХЛ         | 50  | 38  | 39  | 77  | 22  | 9  | 8 | 4 | 12 | 4  |
| 1945/46     | Чикаго Блэк Хокс   | НХЛ         | 36  | 19  | 21  | 40  | 16  | 4  | 0 | 2 | 2  | 0  |
| 1946/47     | Чикаго Блэк Хокс   | НХЛ         | 52  | 21  | 34  | 55  | 18  | —  | — | — | —  | —  |
| 1947/48     | Чикаго Блэк Хокс   | НХЛ         | 60  | 20  | 37  | 57  | 16  | —  | — | — | —  | —  |
| 1948/49     | Чикаго Блэк Хокс   | НХЛ         | 58  | 23  | 43  | 66  | 38  | —  | — | — | —  | —  |
| 1949/50     | Чикаго Блэк Хокс   | НХЛ         | 64  | 20  | 33  | 53  | 28  | —  | — | — | —  | —  |
| 1950/51     | Чикаго Блэк Хокс   | НХЛ         | 44  | 9   | 23  | 32  | 20  | —  | — | — | —  | —  |
| 1951/52     | Чикаго Блэк Хокс   | НХЛ         | 8   | 2   | 3   | 5   | 4   | —  | — | — | —  | —  |
| 1951/52     | Саскатун Квакерс   | ТПХЛ        | 35  | 11  | 14  | 25  | 12  | —  | — | — | —  | —  |
| 1952/53     | Саскатун Квакерс   | ЗХЛ         | 70  | 22  | 23  | 45  | 37  | 13 | 6 | 3 | 9  | 14 |
| 1953/54     | Нью-Йорк Рейнджерс | НХЛ         | 20  | 2   | 10  | 12  | 2   | —  | — | — | —  | —  |
| Итого в НХЛ | Итого в НХЛ        | Итого в НХЛ | 565 | 219 | 324 | 543 | 217 | 23 | 9 | 8 | 17 | 12 |